# Сурмін Юрій Петрович
Юрій Петрович Сурмін (7 квітня 1949, Студьоний — 3 липня 2016, Київ) — український науковець (соціолог та політолог), педагог. Доктор соціологічних наук (1993), професор (2002). Заслужений діяч науки і техніки України (2007). Провідний український дослідник широкого кола питань, зокрема державного управління, методології науки, педагогіки вищої школи тощо.
Протягом 15 років — викладач Кіровоградського педагогічного інституту (1981—1996), завідувач кафедри соціально-політичних теорій. Більше 10 років віддав праці в Інституті проблем державного управління та місцевого самоврядування (2002—2014) та Міжрегіональній академії управління персоналом (2002—2016). Автор понад 600 наукових робіт, зокрема близько 30 монографій та навчальних посібників.

## Життєпис
Народився 7 квітня 1949-го року у селі Студьоний (нині не існує) Новосибірської області РРФСР.
У 1973-му році закінчив факультет управління та організації промислових виробництв Томського політехнічного інституту за фахом «Прикладна математика» зі спеціалізацією «Дослідження операцій». Відтоді ж — спочатку асистент, згодом старший викладач інституту.
У 1979-му році, на рік раніше за відведений термін, здобув науковий ступінь кандидата філософських наук, захистивши дисертацію на тему «Социальный эксперимент как средство познания и преобразования общественных явлений».
У 1981-му році переїхав до Кіровограду, очолив кафедру соціально-політичних теорій Кіровоградського педагогічного інституту.
У 1993-му році, одним із перших в незалежній Україні, здобув науковий ступінь доктора соціологічних наук, захистивши дисертацію на тему «Соціальний експеримент: концептуально-методологічний аспект» (науковий керівник — доктор філософських наук Ганна Горак).
З 1996-го по 1998-й рік — професор кафедри соціальної роботи та кадрового менеджменту Дніпропетровського національного університету імені Олеся Гончара. З 1999-го по 2002-й рік — завідувач кафедри філософії, соціології державного управління Дніпропетровського регіонального інституту державного управління.
У 2002-му році здобув вчене звання професора. Відтоді ж — перший заступник директора Інституту проблем державного управління та місцевого самоврядування, начальник Центру соціологічних досліджень та моніторингу при інституті. Паралельно — професор, завідувач кафедри державного управління та самоврядування Міжрегіональної академії управління персоналом (МАУП).

Могила Юрія Сурміна, Байкове кладовище

У 2014-му році звільнився з Інституту проблем державного управління та місцевого самоврядування, залишивши собі обов'язки завідувача кафедри у МАУП. Працював до останнього дня життя.
Автор понад 600 наукових робіт, зокрема близько 30 монографій та навчальних посібників. Провідний український дослідник широкого кола питань, зокрема державного управління, методології науки, педагогіки вищої школи тощо. Один із розробників програми розвитку «Дніпропетровськ 2010: стратегія зростання», статутів територіальних громад Дніпропетровська та Запоріжжя, Концепції державної кадрової політики України. Член редакційної колегії декількох часописів, зокрема журналу «Персонал» при МАУП.
Раптово помер на 68-му році життя 3 липня 2016 року. Похований у колумбарії Байкового кладовища.

## Науковий доробок (частковий)
- 1979 — «Социальный эксперимент как средство познания и преобразования общественных явлений» (дисертація)
- 1993 — «Соціальний експеримент: концептуально-методологічний аспект» (дисертація)
- 1999 — «Теория общественного мнения» (курс лекцій)
- 2000 — «Методология и методы социологических исследований» (посібник; у співавторстві)
- 2002 — «Аналітична діяльність: посібник для аналітика неприбуткової організації»
- 2002 — «Ситуационный анализ, или Анатомия кейс-метода» (підручник; у співавторстві)
- 2002 — «Днепропетровск в зеркале общественного мнения» (книга; у співавторстві)
- 2002 — «Социология: проблемы социологической науки, общества, человека» (посібник, 3 томи; у співавторстві)
- 2003 — «Теорія і практика політичного аналізу» (посібник; у співавторстві)
- 2003 — «Теория систем и системный анализ» (посібник)
- 2004 — «Методологія державного управління: Словник-довідник» (у співавторстві)
- 2004 — «Теория социальных технологий» (посібник; у співавторстві)
- 2005 — «Вплив президентських виборів на євроатлантичні уподобання громадян України» (стаття)
- 2005 — «Управління соціальним розвитком: історія, теорія, методологія» (монографія; у співавторстві)
- 2005 — «Метод аналізу ситуацій (case study) та його навчальні можливості» (монографія)
- 2006 — «Управління суспільним розвитком» (словник-довідник)
- 2006 — «Наукова діяльність Інституту проблем державного управління та місцевого самоврядування: результати та перспективи» (книга; у співавторстві)
- 2006 — «Майстерня вченого: підручник для науковця»
- 2008 — «Державне управління та державні установи» (посібник; у співавторстві)
- 2008 — «Наукові тексти: специфіка, підготовка та презентація» (посібник)
- 2009 — «Можливості постмодернізму як методології в сучасному державному управлінні» (стаття)
- 2009 — «Моніторинг діяльності Кабінету Міністрів України та інших центральних органів виконавчої влади: методологічний підхід» (науково-методичні матеріали; у співавторстві)
- 2010 — «Енциклопедичний словник з державного управління» (у співавторстві)
- 2010 — «Науково-методологічні засади розвитку галузі науки „Державне управління“» (наукова розробка; у співавторстві)
- 2010 — «Методологія державного управління як галузі науки» (наукова розробка; у співавторстві)
- 2010 — «Науково-методологічне забезпечення формування кадрового потенціалу місцевого самоврядування в Україні» (наукова розробка; у співавторстві)
- 2010 — «Дослідження концептуальних основ запровадження спеціальності 8.150108 „Місцеве самоврядування“» (наукова розробка; у співавторстві)
- 2011 — «Державна служба в Україні: соціально-правовий та організаційний аспекти» (посібник; у співавторстві)
- 2011 — «Взаємодія органів державної влади та громадянського суспільства» (посібник; у співавторстві)
- 2011 — «Енциклопедія державного управління» (8 томів; у співавторстві)
- 2011 — «Проектне та програмне забезпечення інституційного розвитку Національної академії державного управління при Президентові України» (наукова розробка; у співавторстві)
- 2011 — «Моніторинг корупції в органах державної влади та органах місцевого самоврядування України: теоретико-методологічний підхід» (науково-методичні матеріали; у співавторстві)
- 2012 — «Методологія галузі науки „Державне управління“» (монографія)
- 2012 — «Державне управління» (підручник, 2 томи; у співавторстві)
- 2012 — «Кейс-стаді: архітектура і можливості» (посібник)
- 2012 — «Створення кейса» (практичні поради; у співавторстві)
- 2012 — «Социология управления» (підручник; у співавторстві)
- 2012 — «Социология: методология и концептуалистика современных исследований» (підручник; у співавторстві)
- 2012 — «Аналитическая деятельность: теория, методы, инструменты» (підручник; у співавторстві)
- 2014 — «Выборы. Учебник политтехнолога» (підручник; у співавторстві)
- 2014 — «Учебник для ученого. Методология и логика научного исследования» (підручник; у співавторстві)
- 2015 — «Тезаурус з державної кадрової політики» (словник-довідник; у співавторстві)
- 2015 — «Кейс-метод: становлення та розвиток в Україні» (стаття)

## Нагороди
- 2004 — нагрудний знак Головного управління державної служби України «За сумлінну працю»
- 2007 — нагрудний знак Міністерства освіти і науки України «За наукові досягнення»
- 2007 — заслужений діяч науки і техніки України
- 2009 — почесна грамота Кабінету Міністрів України
- 2012 — медаль «За працю і звитягу»